# Felka Platek

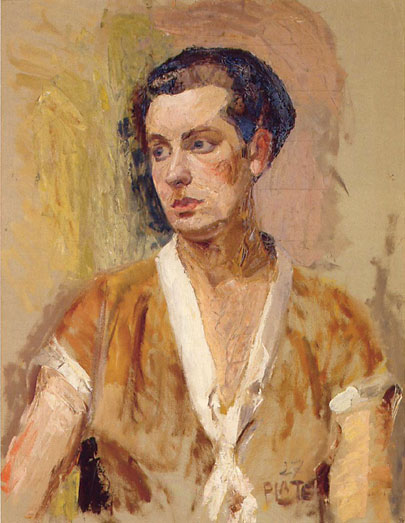
Porträt einer jungen Frau (1927)

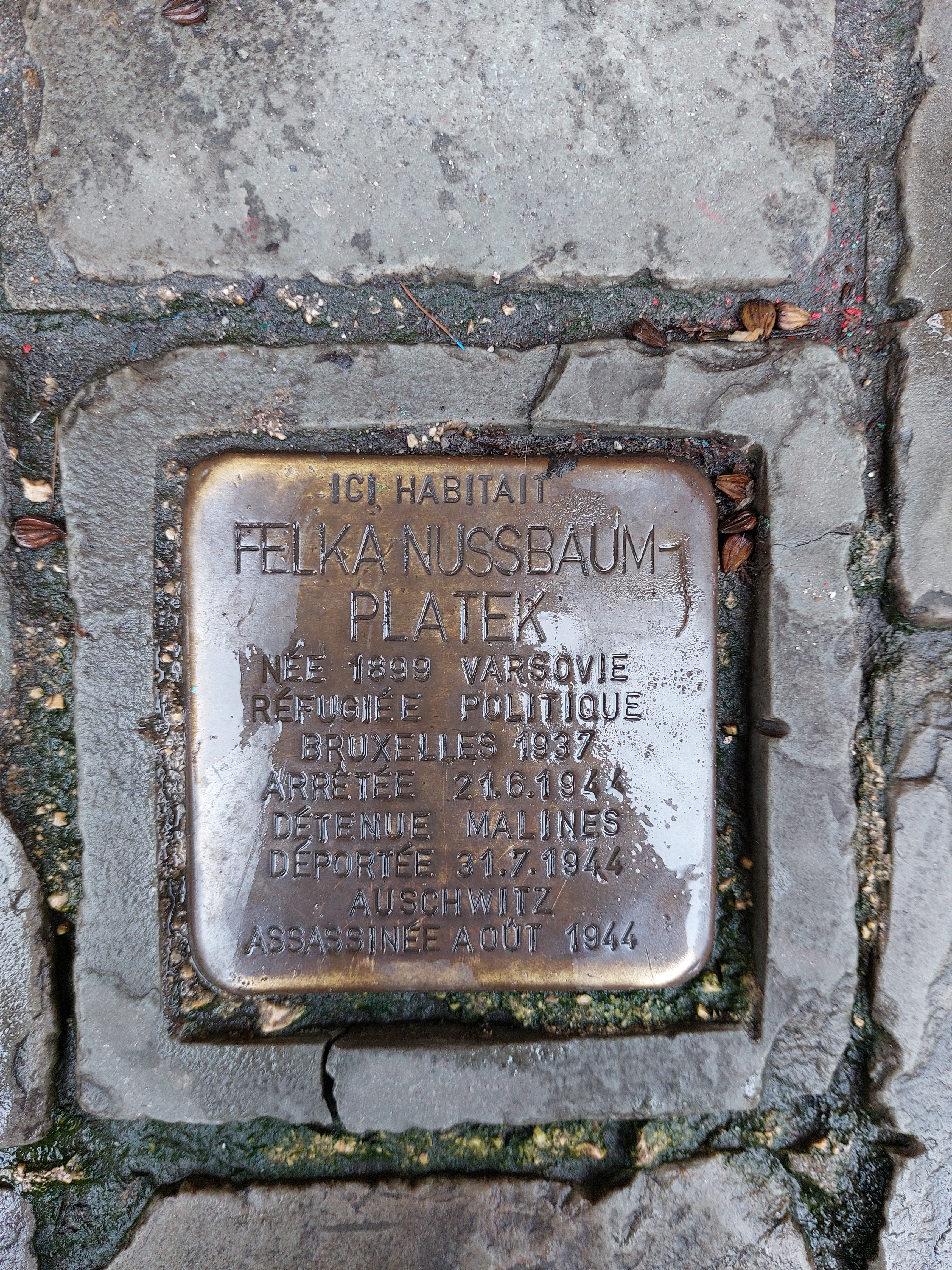
Stolperstein in Brüssel

Felka Platek (geboren 3. Januar 1899 in Warschau, Russisches Kaiserreich; gestorben 2. August 1944 im KZ Auschwitz-Birkenau) war eine polnische Malerin.

## Werdegang
Platek wurde als Tochter von Leon Platek und Salome Platek, geb. Strumfeld, in Warschau geboren. In den 1920er Jahren kam Felka Platek aus Polen nach Berlin, um Malerin zu werden. Sie studierte an den privaten Malerateliers für Malerei und Plastik, der nach Arthur Lewin-Funcke so genannten Lewin-Funcke-Schule, bei Ludwig Meidner. Dieser hatte dort von 1924 bis 1925 einen Lehrauftrag. An der Lewin-Funcke-Schule begegnete sie 1924 ihrem langjährigen Lebensgefährten und späteren Ehemann Felix Nussbaum.
1932 begleitete sie Felix Nussbaum, der ein Stipendium der Villa Massimo erhalten hatte, nach Rom. Aus dieser Zeit sind Landschaften und Ausblicke aufs Meer erhalten.
Als Nussbaum Rom verließ, folgte sie ihm nach Frankreich und Belgien. In Oostende malte sie Dinge des Alltags. Daneben versuchte sie, den Lebensunterhalt durch Bemalen von Tassen, Tellern und Vasen zu verdienen.
1937 heirateten Felka Platek und Felix Nussbaum in Brüssel. Nussbaum hatte seine Ablehnung der Ehe schon 1930 in den „Illustrationen eines Hochzeitsgedichts“ verdeutlicht, als er darin Amor mit verschränkten Armen darstellte. Die Hochzeit fand gleichwohl statt, weil Felka Platek aufenthaltsrechtliche Schwierigkeiten mit den belgischen Behörden hatte.
Am 21. Juli 1944 wurden Felka Platek und Felix Nussbaum in ihrem Versteck in der Rue Archimède 2 in Brüssel aufgespürt und verhaftet. Man brachte sie ins Sammellager Mechelen. Von dort wurden sie nach Auschwitz-Birkenau deportiert, wo Platek am 2. August 1944 ermordet wurde.
Das Felix-Nussbaum-Haus in Osnabrück besitzt mit zwei Ölgemälden und 28 Gouachen die größte Sammlung ihrer Arbeiten. Ein großer Teil ihrer Werke war 1932 bei einem Feuer im Atelier Nussbaums in der Xantener Straße in Berlin zerstört worden.

## Würdigung
Die Malerin Felka Platek steht beispielhaft für die Frauengeneration, die die geistige Freiheit der Weimarer Republik für eine selbstständige Lebensplanung und künstlerisches Schaffen nutzte. Ihr blieben nur wenige Jahre, bis der Nationalsozialismus ihre Perspektiven zerstörte, ihr die Wahlheimat nahm und sie schließlich ermorden ließ. Als Künstlerin ist sie der Verschollenen Generation zuzuordnen.
Lange Zeit stand ihre Arbeit im Schatten ihres Weggefährten und Ehemannes Felix Nussbaum.
Die Forschung über sie steht noch am Anfang.

### Straßenname
Seit 2012 ist im Wohngebiet „Nördlich Brinkhofweg“ des Osnabrücker Stadtteils Kalkhügel eine Straße nach ihr benannt.

### Stolperstein
Ein Stolperstein erinnert in Brüssel, 22 rue Archimède, an Felka Platek und Felix Nussbaum.

### Comic
Der französische Comiczeichner Émile Bravo setzt Felka Platek in »Spirou oder: die Hoffnung« ein Denkmal. In der vierbändigen, in der Zeit der deutschen Besatzung in Brüssel angesiedelten Erzählung trifft Spirou auf Felix Nussbaum und Felka Platek und freundet sich mit dem Paar an. „Diese Freundschaft ist für den Verlauf der insgesamt auf vier Bände angelegten Geschichte von zentraler Bedeutung.“

### Ausstellung
Das Museumsquartier Osnabrück  (MQ4), das mit 28 Arbeiten die größte Sammlung der Werke Plateks besitzt, zeigte 2024 die Sonderausstellung Felka Platek. Eine Künstlerin im Exil.

## Werke (Auswahl)
- Selbstporträts
- Bildnis einer jungen Frau (1927)
- Stillleben mit Schnecken und Makrelen (um 1935)
- Porträt Frau Etienne (1940)
- Bildnis des Nicolaas Cornelis Hogenes im Alter von zwei Jahren (1942)
- Porträt einer Dame im roten Kleid (Öl auf Leinwand, 78 × 57,5 cm, 1942; Museum Kunst der Verlorenen Generation, Salzburg)